# Liste von Gebieten zum Natur- oder Landschaftsschutz in Serbien
In Serbien sind rund 7.320 km² als National- oder Naturpark ausgewiesen. Ein Grund dafür besteht auch darin, dass Serbien zu 30 Prozent bewaldet und der Großteil davon naturbelassen ist.

## Allgemeines
In Serbien treffen alle fünf europäischen der insgesamt neun Biome aufeinander. Laut der IUCN ist das serbische Territorium zusammen mit den bulgarischen Gebirgen eines der 153 Zentren der natürlichen Artenvielfalt. Im Gebiet Serbiens sind 38,93 Prozent der europäischen Pflanzenarten, 51,16 Prozent der europäischen Fischarten, 74,03 Prozent der europäischen Vogelarten und 67,61 Prozent der europäischen Säugetierarten vertreten. 
1.600 der in Serbien bestehenden wilden Pflanzen- und Tierarten werden international als äußerst wichtig angesehen. Zum Teil sind es auch weltweit gefährdete Tierarten, die nun geschützt in Serbiens verschiedensten Schutzgebieten leben.
Bestand von Pflanzen, Fischen und Kriechtieren:
- 4.182 Pflanzenarten
- 1.400 Algenarten
- 565 Moosarten
- 650 Pilzarten
- 131 Fischarten
- 30 Lurch- und Kriechtierarten

Jedes Schutzgebiet wird einzeln verwaltet und unterliegt der staatlichen Aufsicht des Ministeriums für Naturschutz und räumliche Entwicklung. Derzeit sind 5 % des gesamten serbischen Territoriums unter staatlichem Schutz gestellt. Dabei gibt es von vielen Seiten starke Bestrebungen bis zum Jahr 2010 auf über 10 % zu kommen.

## Nationalparks
In Serbien (ohne Kosovo und Metochien) gibt es sechs Nationalparks.
| \| \| |
|       |

|  |

| \| \| |
|       |

|  |

| \| \| |
|       |

|  |

| \| \| |
|       |

|  |

| \| \| |
|       |

|  |

| \| \| |
|       |

|  |

## Naturparks
- ПП01: Naturpark Panonija
- ПП03: Naturpark Begečka jama (489 ha)
- ПП04: Naturpark Sićevačka klisura
- ПП05: Naturpark Golija (75.000 ha)
- ПП06: Naturpark Kamaraš (268 ha)
- ПП07: Naturpark Šargan – Mokra Gora (10.813 ha)
- ПП08: Naturpark Jegrička (11.144 ha)
- ПП09: Naturpark Stara Tisa kod Bisernog ostrva (391 ha)
- ПП10: Naturpark Beljanska bara (173,1 ha)
- ПП11: Naturpark Palić (712,4 ha)
- ПП12: Naturpark Rusanda (1.160 ha)
- ПП13: Naturpark Ponjavica (133,6 ha)
- ПП14: Naturpark Tikvara (508 ha)
- ПП15: Naturpark Radan (46.600 ha)
- ПП16: Naturpark Zlatibor (100.000 ha)
- ПП17: Naturpark Bačkotopolske doline (522,5 ha)
- ПП18: Naturpark Mrtvaje gornjeg Potisja (2.405,2 ha)
- ПП19: Naturpark Slatine u dolini Zlatice
- ПП20: Naturpark Mojstirsko-draške planine (10.822,4 ha)
- ПП21: Naturpark Poloj
- ПП22: Naturpark Donja Mostonga (3.190,2 ha)
- ПП23: Naturpark Bukinski hrastik (305,0 ha)

## Sonstige Schutzgebiete

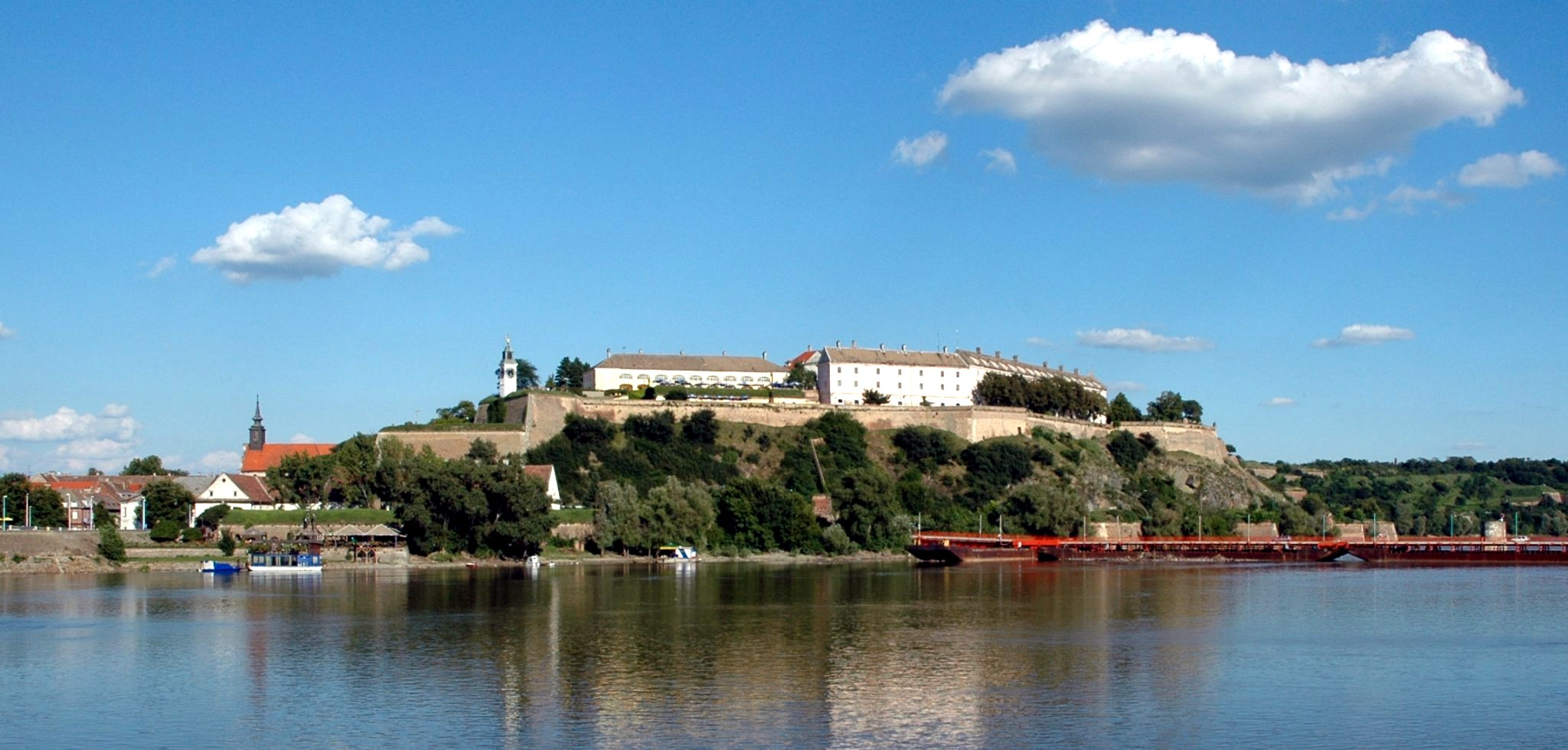
Festung Petrovaradin

Viminatium

- РП09: Spezial-Naturreservat Obedska bara (175.000 ha)
- РП11: Spezial-Naturreservat Gornje Podunavlje (10.000 ha)
- РП15: Spezial-Naturreservat Banater Sandwüste (serbisch Deliblatska Peščara; 30.000 ha)
- РП18: Spezial-Naturreservat Ludaško Jezero (593 ha)
- РП35: Spezial-Naturreservat Stari Begej – Carska Bara (1.767 ha)
- РП71: Natur-Monument Đavolja Varoš (64 ha)
- СП056: Ripaljka (7 ha)
- СП060: Dolina potoka Bigar (28 ha)
- СП067: Blederija (398,9 ha)
- СП273: Tunelska pećina Prerast u kanjonu Zamne (40 ha)
- СП274: Prerasti u kanjonu Vratne (145 ha)
- Kučajske planine (115.000 ha)
- Regionalpark Subotičke šume (4.500 ha)